# Championnat du Panama de football 1991
Navigation
Saison précédente Saison suivante
Le Championnat ANAPROF 1991 est la quatrième édition de la première division panaméenne.
Lors de ce tournoi, le CD Plaza Amador a tenté de conserver son titre de champion du Panama face aux sept meilleurs clubs panaméens.
Seulement deux places étaient qualificatives pour la Coupe des champions de la CONCACAF.

## Les 8 clubs participants
| \| Panama City : Alianza FC Euro Kickers Panamá Viejo FC CD Plaza Amador Tauro FC CD Pan de Azúcar Panama City Deportivo La Previsora Sporting de Colón \| Localisation des clubs engagés dans le championnat. |
| Panama City : Alianza FC Euro Kickers Panamá Viejo FC CD Plaza Amador Tauro FC CD Pan de Azúcar Panama City Deportivo La Previsora Sporting de Colón                                                           |

| Club                   | Stade                                    | Capacité          | Ville         |
| Alianza FC             | Stade inconnu                            | Capacité inconnue | Panama City   |
| Euro Kickers           | Stade Rommel Fernández Stade Javier Cruz | 32 000 2 500      | Panama City   |
| CD Pan de Azúcar (en)  | Stade Javier Cruz                        | 2 500             | San Miguelito |
| Panamá Viejo FC        | Stade Rommel Fernández                   | 32 000            | Panamá Viejo  |
| CD Plaza Amador        | Stade Rommel Fernández                   | 32 000            | Panama City   |
| Deportivo La Previsora | Stade Agustín Sánchez                    | 3 040             | La Chorrera   |
| Sporting de Colón      | Stade inconnu                            | Capacité inconnue | Colón         |
| Tauro FC               | Stade Rommel Fernández                   | 32 000            | Panama City   |

## Bilan du tournoi
| Tableau d'Honneur        |           |
| Compétition              | Vainqueur |
| Championnat ANAPROF 1991 | Tauro FC  |

| Qualifications continentales 1991-1992 |                       |
| Coupe des champions de la CONCACAF     | Qualifiés             |
| Deuxième tour de qualification         | Tauro FC Euro Kickers |

| Promotions et relégations |                                        |
| Relégué en Primera A      | Aucun                                  |
| Promu de Primera A        | Independiente Santa Fe Deportivo M y M |